# Lanzarote
Lanzarote – należąca do Hiszpanii wyspa znajdująca się na Oceanie Atlantyckim, będąca częścią archipelagu Wysp Kanaryjskich. Leży nieopodal północno-zachodnich wybrzeży Afryki, wraz z całym archipelagiem zaliczana jest do Makaronezji. Jest to wyspa pochodzenia wulkanicznego, położona na Oceanie Atlantyckim ok. 125 km od wybrzeży Maroka i 1000 km od Półwyspu Iberyjskiego. 
Lanzarote jest wyspą wysuniętą najbardziej na północ i wschód w archipelagu (położenie geograficzne: 29° N, 13° 40' W). Często nazywana jest „wyspą wulkanów”. Jej powierzchnia w większości utworzona jest przez lawę wulkaniczną. Ostatni wybuch wulkanu miał miejsce w 1824 roku. Wyspę odkrył w 1312 roku Lancelotto Malocello.
Główne miasto, a także stolica wyspy to Arrecife, w którym znajduje się port. Pomiędzy Arrecife (5 km od Arrecife na zachód) a Puerto del Carmen (5 km na wschód) znajduje się port lotniczy Lanzarote (dokładnie w małym miasteczku Casas de Guasimeta).
Głównym źródłem dochodów mieszkańców wyspy były wcześniej rolnictwo i rybołówstwo, a teraz sektor usług, w szczególności turystyka, a ostatnio także przemysł winiarski.
Klimat Lanzarote, podobnie jak całych Wysp Kanaryjskich, jest łagodny, określany mianem „wiecznej wiosny”. Oznacza to brak wyraźnie zróżnicowanych pór roku, z niewielkimi wahaniami średniej temperatury w ciągu roku (od 18 °C zimą, do 24 °C latem).

## Podział administracyjny
Lanzarote wraz z wyspami Gran Canaria i Fuerteventura tworzą prowincję Las Palmas. Wyspa dzieli się na siedem gmin:
- Arrecife
- Haría
- San Bartolomé
- Teguise (obejmuje wysepkę La Graciosa i cztery inne)

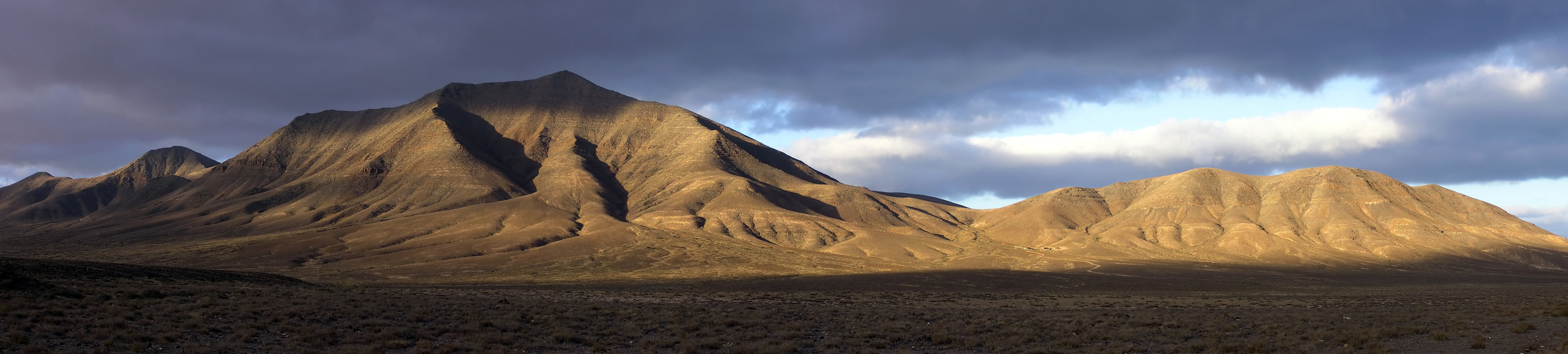
Hacha Grande (562 m n.p.m.)

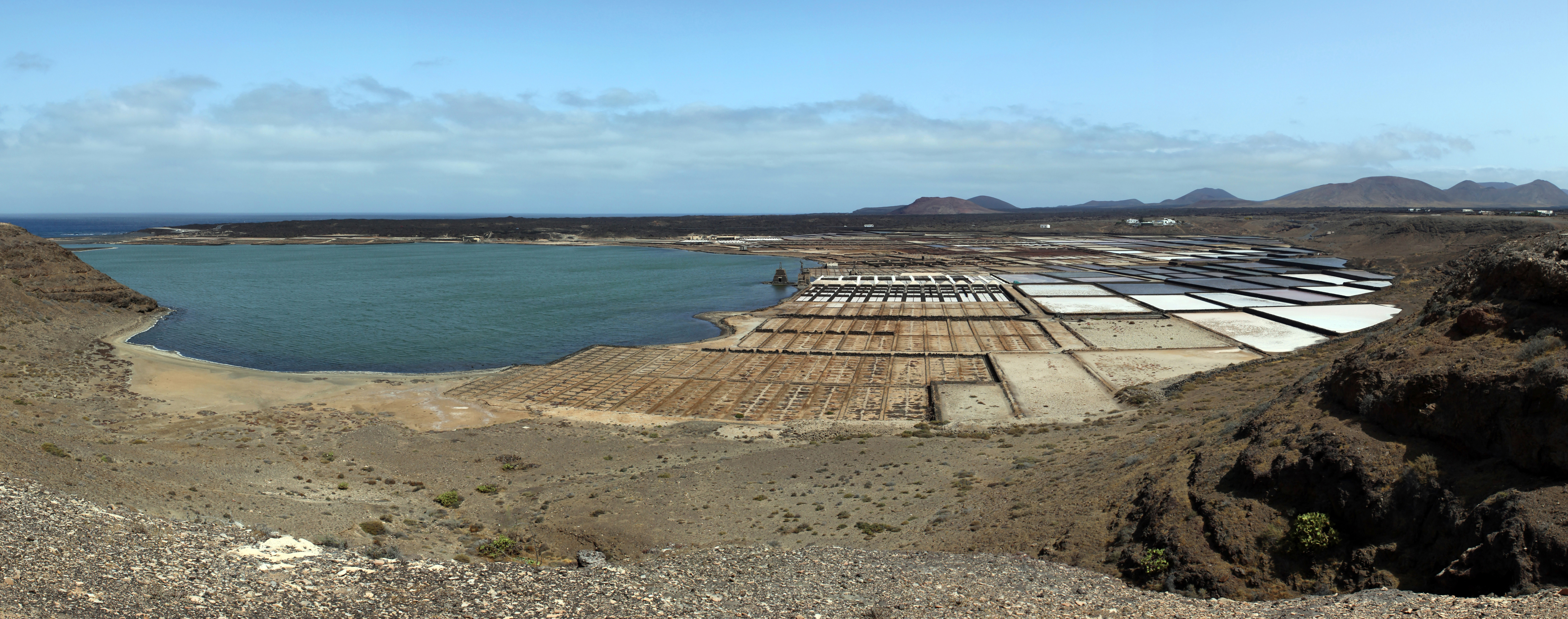
Salinas de Janubio – salina, czyli miejsce pozyskiwania soli

- Tías
- Tinajo
- Yaiza

## Geologia
Lanzarote, jak wszystkie Wyspy Kanaryjskie, powstała jako efekt procesów geologicznych związanych z tworzeniem się Oceanu Atlantyckiego, które rozpoczęły się w mezozoiku.

## Klimat
Klimat wyspy Lanzarote można określić jako podzwrotnikowy w odniesieniu do temperatur, a suchy, a nawet pustynny w odniesieniu do opadów. Według klasyfikacji Köppena jest tam typ klimatu BWh – ciepły klimat pustynny.
Temperatury ulegają małym wahaniom w różnych porach roku i między dniem a nocą, dzięki oddziaływaniu oceanu. Średnia temperatura najchłodniejszego miesiąca (stycznia) na poziomie morza wynosi 17 °C, a średnia najcieplejszego (sierpnia) – 24 °C. Temperatura w zimie rzadko spada poniżej 14 °C, a latem często przekracza 29 °C. Jednocześnie średnie roczne opady wynoszą około 200 mm i wypadają głównie w miesiącach zimowych, praktycznie nie występując od maja do października. Opady wahają się od 250 mm w Famara do jedynie 50 mm w obszarze Costa del Rubicon. Klimat jest łagodniejszy niż inne obszary tej szerokości geograficznej.
| Miesiąc                                                   | Sty  | Lut  | Mar  | Kwi  | Maj  | Cze  | Lip  | Sie  | Wrz  | Paź  | Lis  | Gru  | Roczna |
| --------------------------------------------------------- | ---- | ---- | ---- | ---- | ---- | ---- | ---- | ---- | ---- | ---- | ---- | ---- | ------ |
| Średnie temperatury w dzień [°C]                          | 21.1 | 22.2 | 22.2 | 22.2 | 22.8 | 23.9 | 25.0 | 26.1 | 26.1 | 26.1 | 24.8 | 22.2 | 23,7   |
| Średnie temperatury w nocy [°C]                           | 13.9 | 13.9 | 15.0 | 16.1 | 17.2 | 17.8 | 18.9 | 21.1 | 21.1 | 18.9 | 17.8 | 16.1 | 17,3   |
| Opady [mm]                                                | 25.4 | 17.8 | 12.7 | 5.1  | 2.5  | 0.0  | 0.0  | 0.0  | 2.5  | 5.1  | 15.2 | 25.4 | 111,8  |
| Źródło: The Weather Channel Interactive, Inc. marzec 2009 |      |      |      |      |      |      |      |      |      |      |      |      |        |

Częstym zjawiskiem na wyspie jest wiatr sirocco, zwany tutaj la calima, który przenosi duże ilości pyłu z niedalekiej pustyni Sahara. W 2004 roku podczas sirocco na wyspie była odnotowana temperatura 46 °C i bardzo mała widoczność.

## Flora i fauna

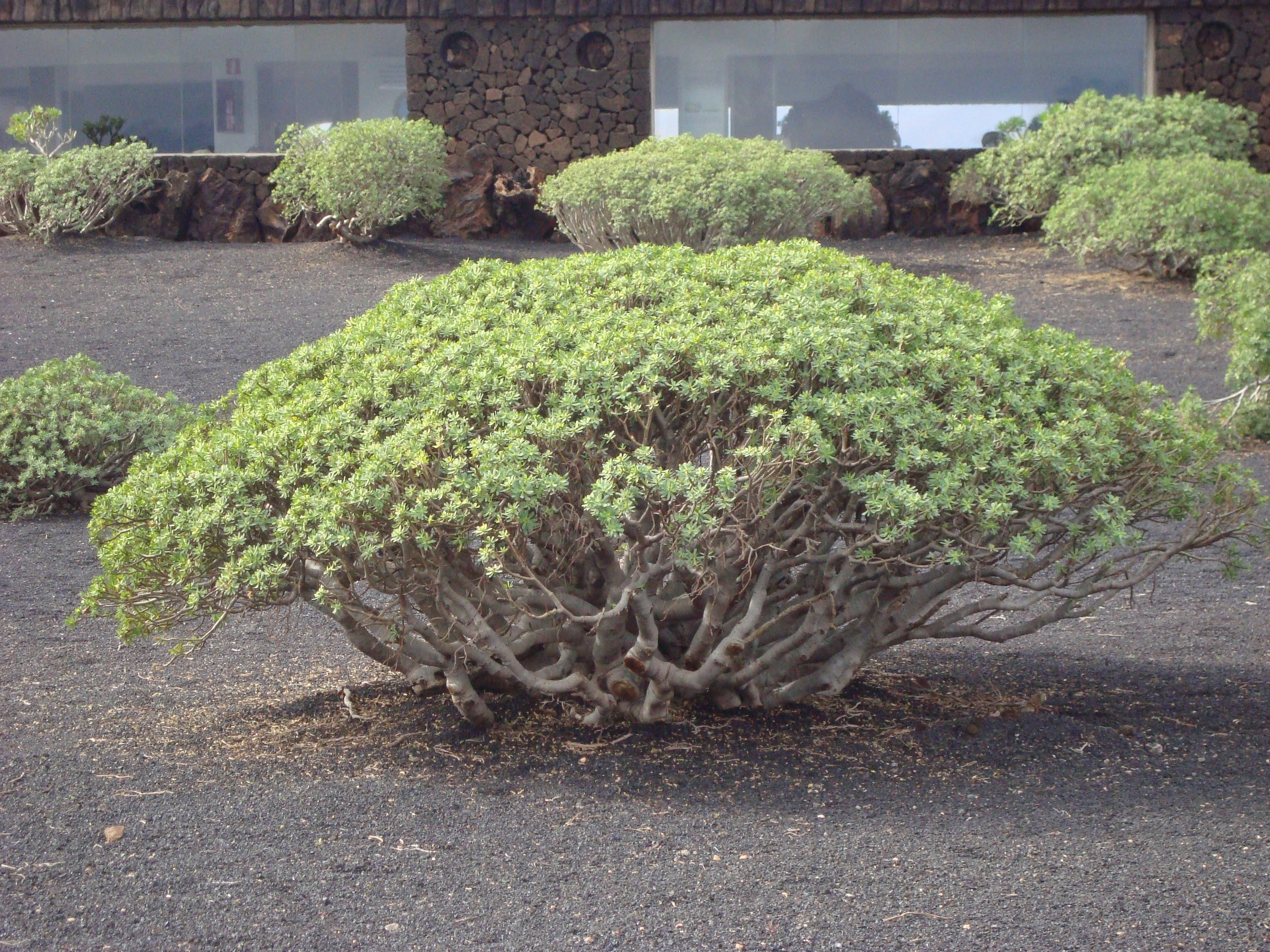
Euphorbia balsamifera jeden z symboli wyspy

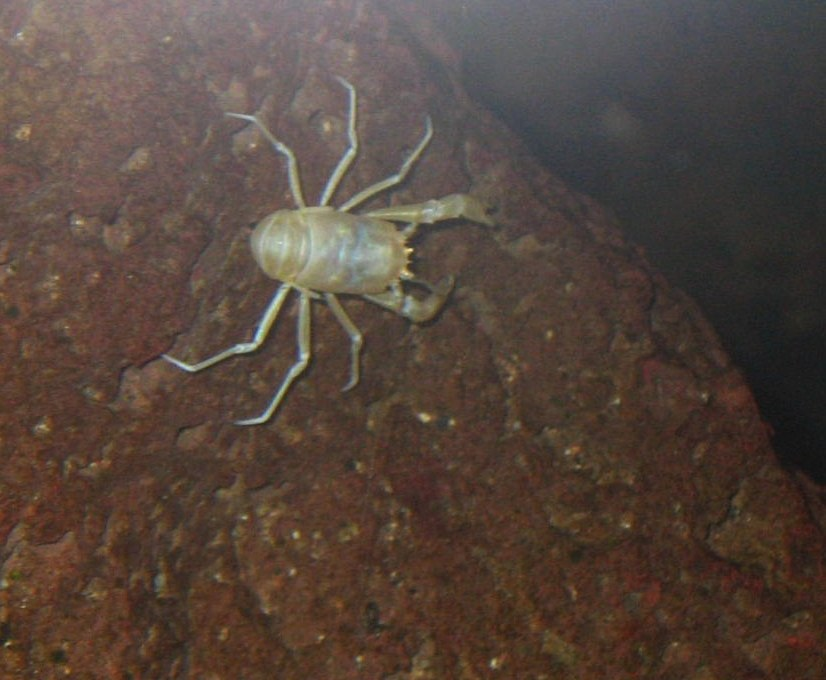
Ślepy, albinotyczny krab Munidopsis polymorpha, jeden z symboli wyspy

Na wyspie jest około 500 różnych gatunków roślin i porostów, z czego 16 gatunków to endemity, 30 występuje wyłącznie na wschodnich Wyspach Kanaryjskich, 41 wyłącznie na Wyspach Kanaryjskich, a 19 jest endemitami Makaronezji. Rośliny te przystosowały się do małej ilości wody, podobnie jak sukulenty. W północnych, bardziej wilgotnych obszarach występuje m.in. daktylowiec kanaryjski. Występują tu też sosny kanaryjskie, różne paprocie i dzikie drzewa oliwne. Lasy wawrzynowe Laurisilva są tu już rzadkością. Roślinność rozkwita najbardziej w okresie od lutego do marca, po zimowych opadach.
Fauna wyspy Lanzarote jest mniej zróżnicowana od roślinności, z wyjątkiem nietoperzy i ssaków, które towarzyszyły ludziom na wyspie, wliczywszy w to dromadery, wcześniej używane w rolnictwie, teraz będące atrakcją turystyczną. Dominują tu ptaki, z których 40 gatunków tu gniazduje, m.in. pustułka, srokosz, kulon, hubara saharyjska. Masyw Famara jest ostoją wielu gatunków, w tym zagrożonych.
Tam żyją ostatnie zagrożone Guirres – ścierwniki z podgatunku Neophron percnopterus majorensis, jak również rybołowy i sokoły berberyjskie. Przy wybrzeżu występuje także burzyk żółtodzioby.
Charakterystycznymi gadami wyspy są Gallotia atlantica (endemit) i Tarentola angustimentalis.
Symbolem wyspy są roślina (endemit) Euphorbia balsamifera i ślepy, albinotyczny krab (endemit) Munidopsis polymorpha występujący w wulkanicznej lagunie Jameos del Agua (zwany przez to jameito).

## Winnice

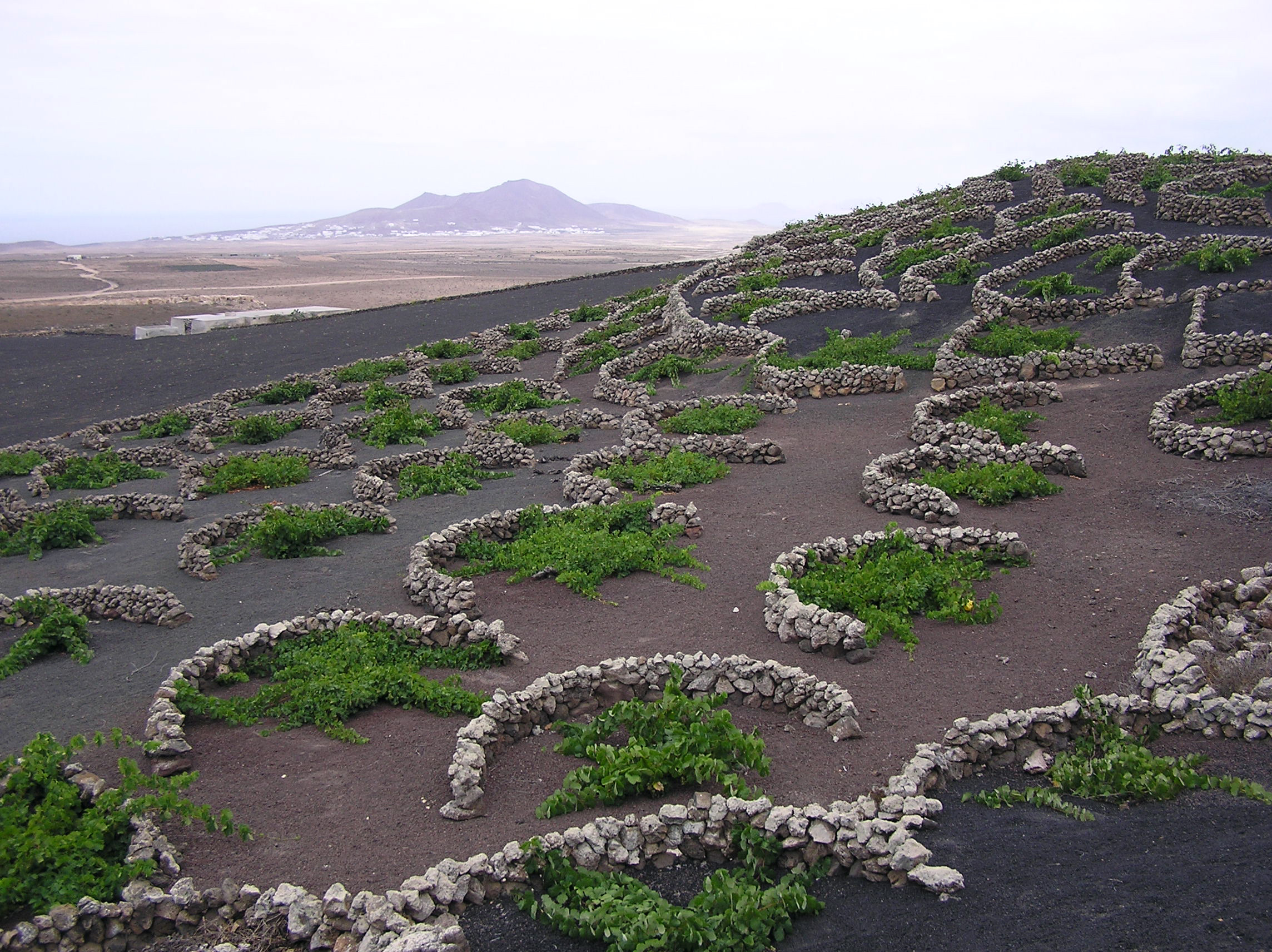
Winorośl rosnąca na wulkanicznych lapillach w regionie La Geria na wyspie Lanzarote. Niskie, zaokrąglone murki są tradycyjnie używane do ochrony roślin przed ciągłym wiatrem.

Winnice regionu La Gería posiadają ciekawą tradycyjną metodę kultywacji: pojedyncze winorośle sadzi się we wgłębieniach o średnicach około 4-5 m i głębokości ok. 2-3 m, a naokoło budowane są małe kamienne murki. Ta technika umożliwia lepsze wykorzystanie opadów i rosy, a także zabezpiecza rośliny przed wiatrami.

## Turystyka na wyspie
Architekt i artysta César Manrique (1919-1992) znacząco przyczynił się do wyglądu wyspy. W 1968 Manrique przekonał  prezydenta administracji wyspy, Pepina Ramíreza, że żaden budynek na wyspie nie powinien być wyższy niż trzy kondygnacje – wysokość dorosłej palmy. To zapobiegło budowie dużych kompleksów hotelowych na Lanzarote. Przez długi czas w stołecznym Arrecife znajdował się tylko jeden wieżowiec, który stał już przed wejściem w życie odpowiednich ustaw. Rozwój ten coraz bardziej się zmieniał w ostatnich latach, tak że w ośrodkach turystycznych Costa Teguise, Puerto del Carmen i Playa Blanca, obecnie zatwierdzono wyższe budynki w kierunku plaż Papagayo. Projekt domów przewidywał również, że będą one ogólnie pomalowane na biało, a ich okiennice, drzwi i ogrodzenia ogrodowe będą pomalowane na niebiesko w wioskach rybackich i na zielono na obszarach rolniczych. Obecnie na całej wyspie mieszają się zielone i niebieskie, ale także brązowe lub naturalne kolory drewna.
Władze archipelagu Wysp Kanaryjskich postanowiły w 2000 r. ograniczyć rozwój masowej turystyki na wyspie, aby ratować jej środowisko i przestawić się na turystykę luksusową. Dwie gminy nie uznały tego i zezwoliły na zbudowanie za 270 mln euro 22 obiektów turystycznych na 7721 łóżek. Sąd Najwyższy archipelagu wyrokiem z marca 2008 r. anulował 22 zezwolenia na budowę i nakazał zburzenie wszystkich budynków, jakie powstały na ich podstawie.
Na północnym wybrzeżu wyspy znajduje się Tunnel de la Atlantida, najdłuższa (ok. 1500 m) podwodna jaskinia lawowa na świecie, powstała około 20 000 lat temu podczas wybuchu wulkanu Monte Corona.

### Atrakcje turystyczne
- krater El Golfo
- Park Narodowy Timanfaya (wulkaniczny)
- Salinas del Janubio
- Jameos del Agua[7]
- Los Hervideros
- Mirador del Rio – taras widokowy na sąsiednią wyspę Graciosa, z przeszklonymi pęcherzami w lawie, zaprojektowany przez Césara Manrique
- Cueva de los Verdes - jeden z najdłuższych tuneli lawowych na świecie pełniący rolę sali koncertowej
- Puerto del Carmen – nadmorski deptak i szerokie miejskie plaże
- Playa Blanca – miejscowość turystyczna wraz z plażami El Papagayo
- La Geria – region uprawy winorośli
- Guatiza Jardín de Cactus – kaktusowy ogród botaniczny
- Orzola – miasteczko portowe, z którego wypływają statki wycieczkowe na sąsiednią wyspę Graciosa

## Galeria

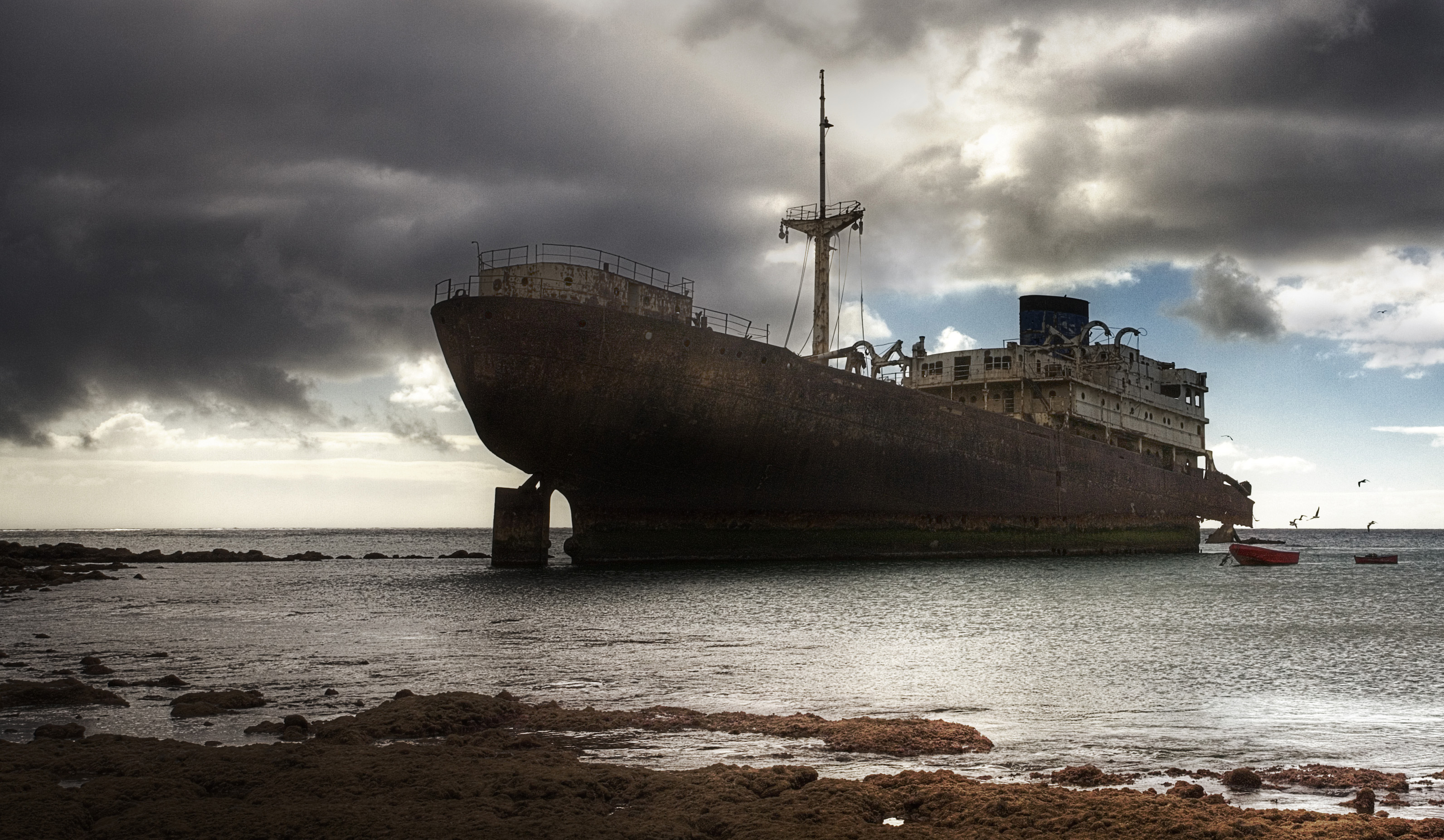
Arrecife
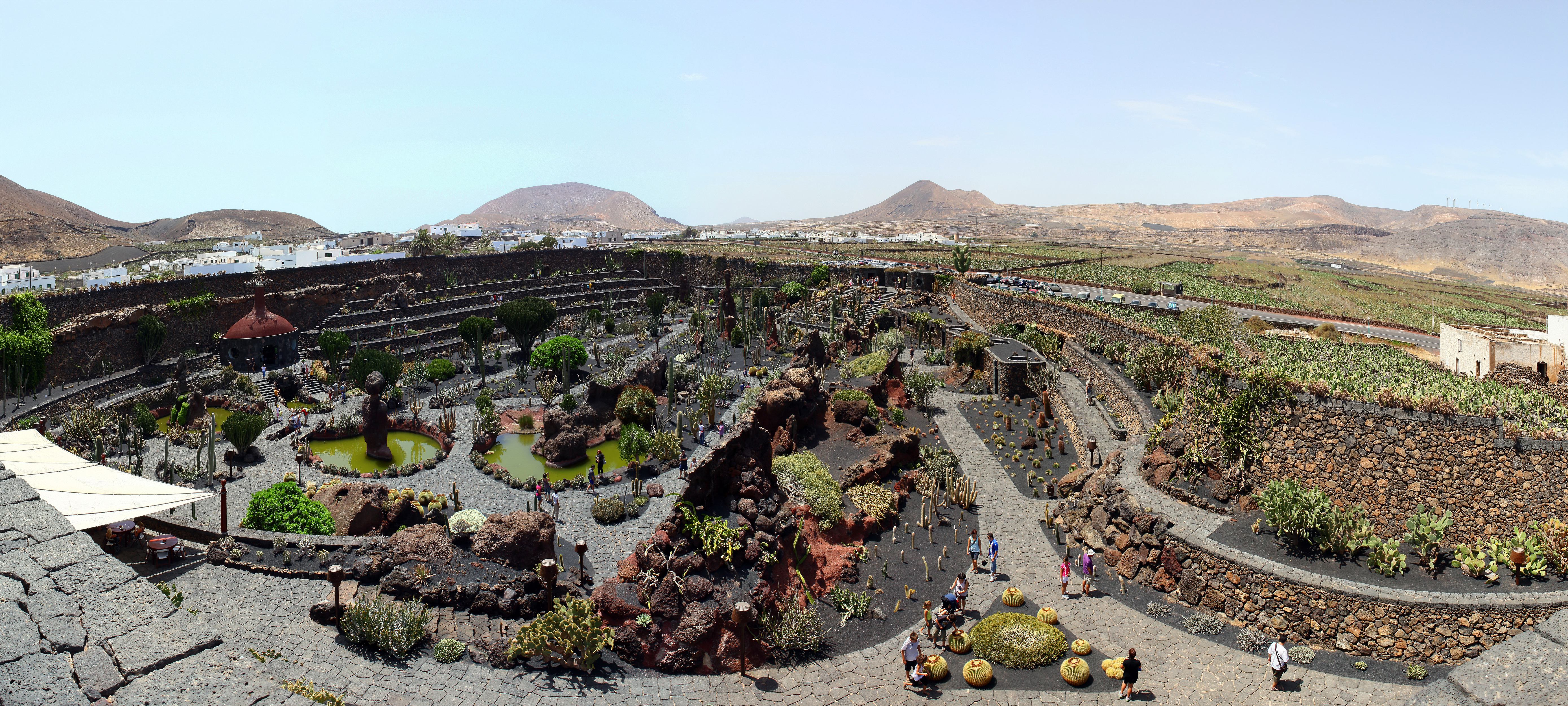
Jardín de Cactus
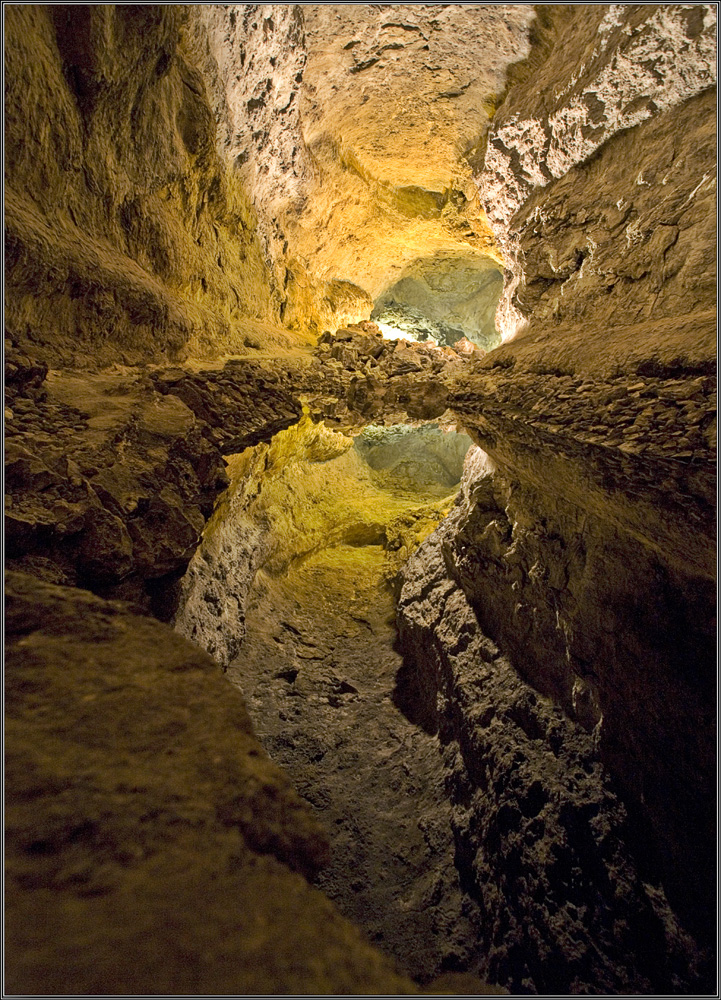
Cueva de los Verdes
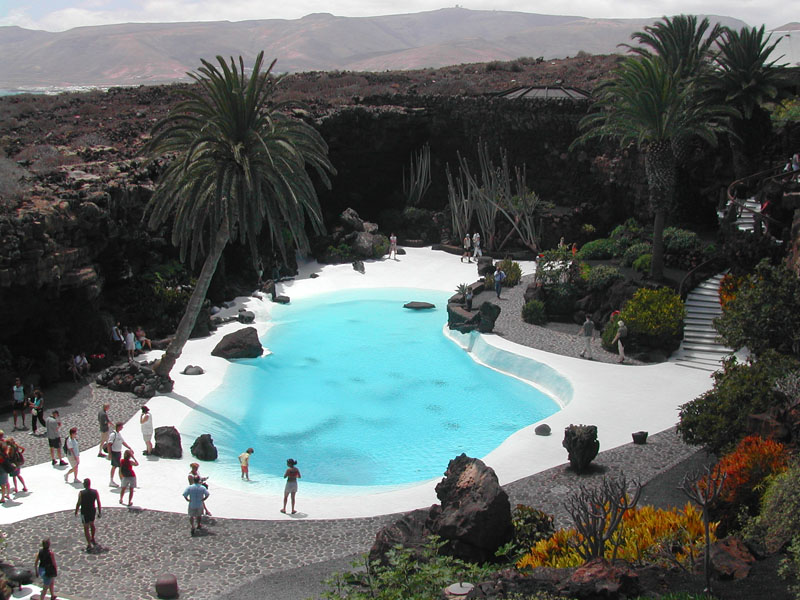
Jameos del Agua, wg. projektu Césara Manrique
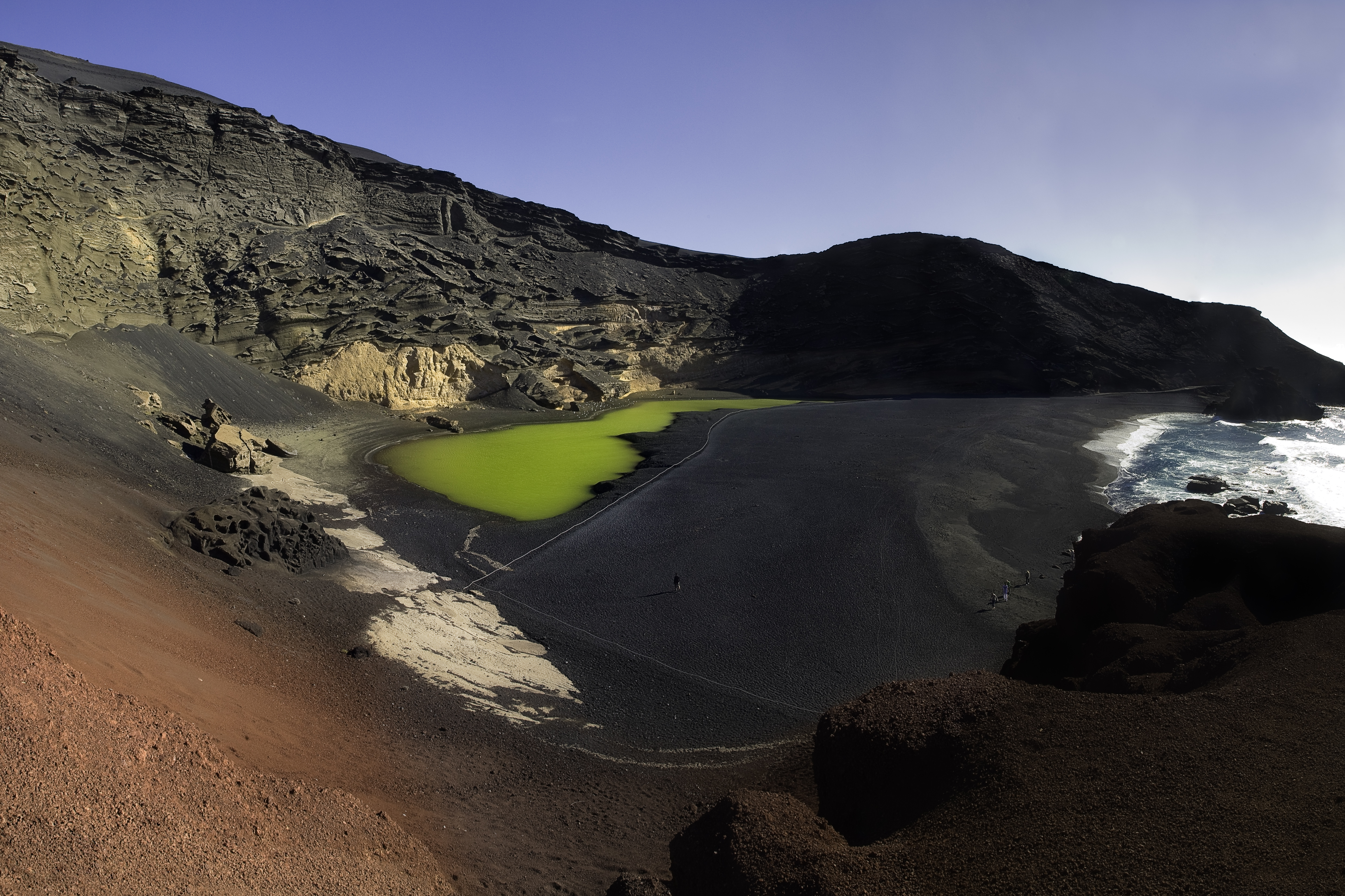
El Golfo
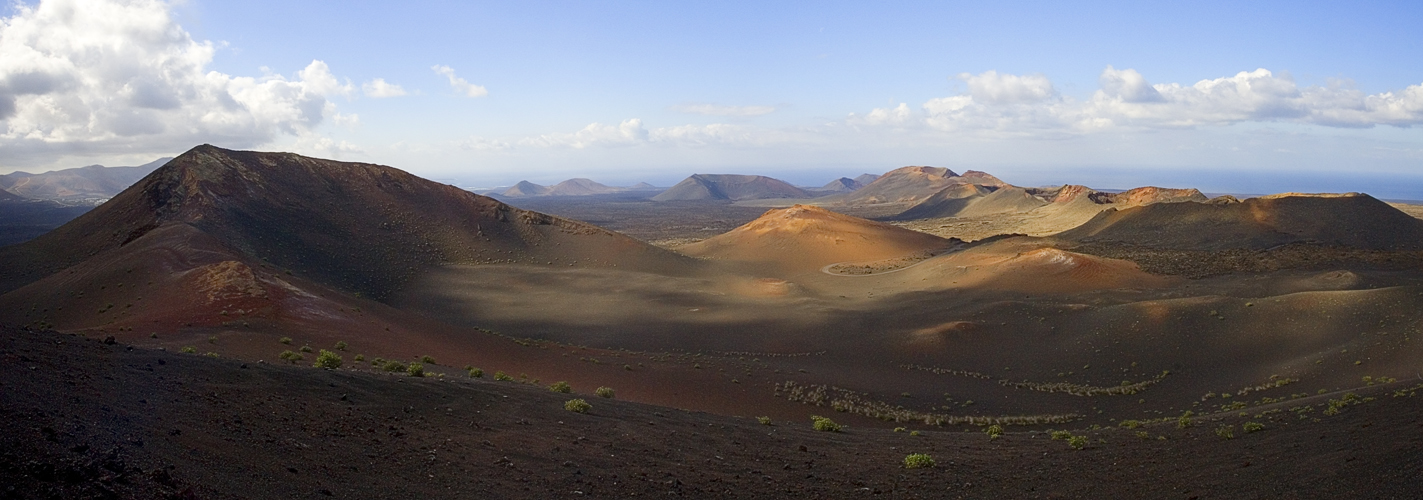
Park Narodowy Timanfaya
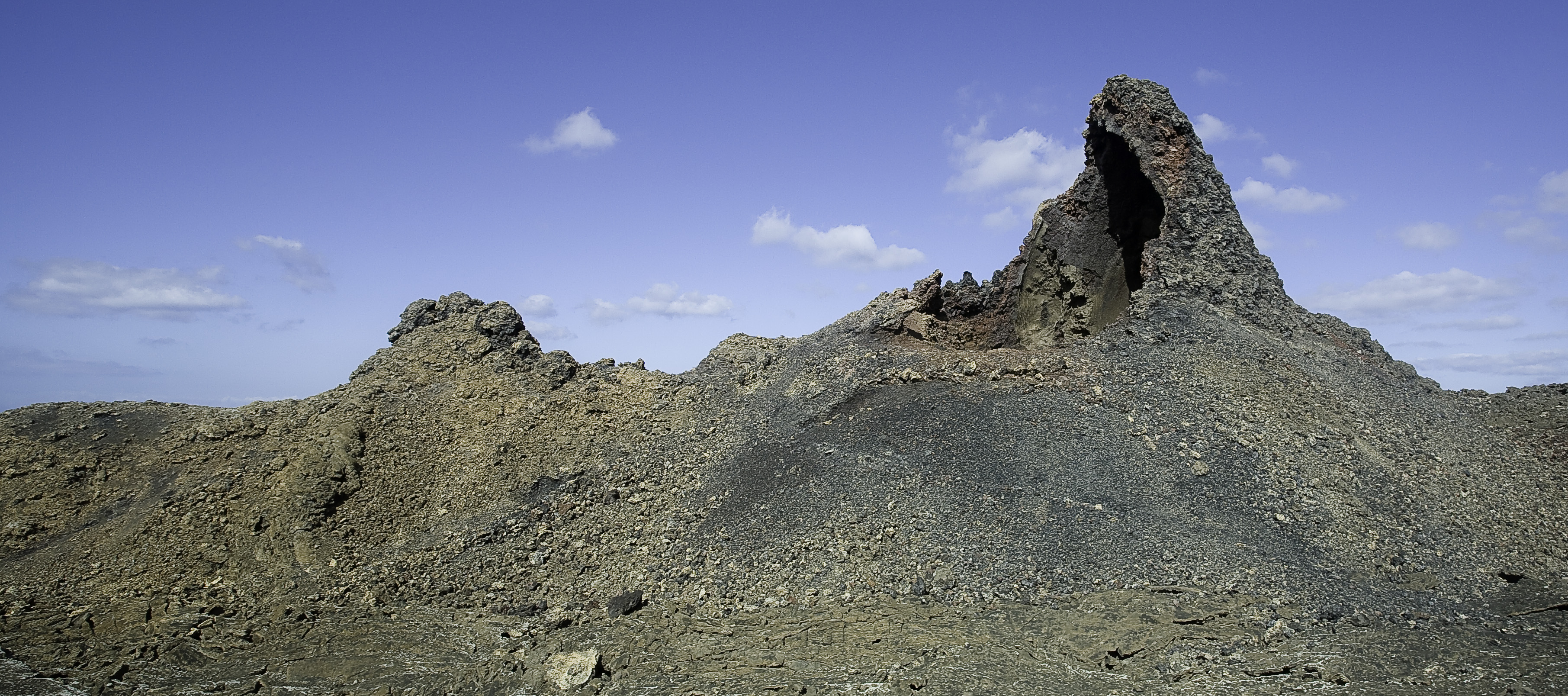
Park Narodowy Timanfaya
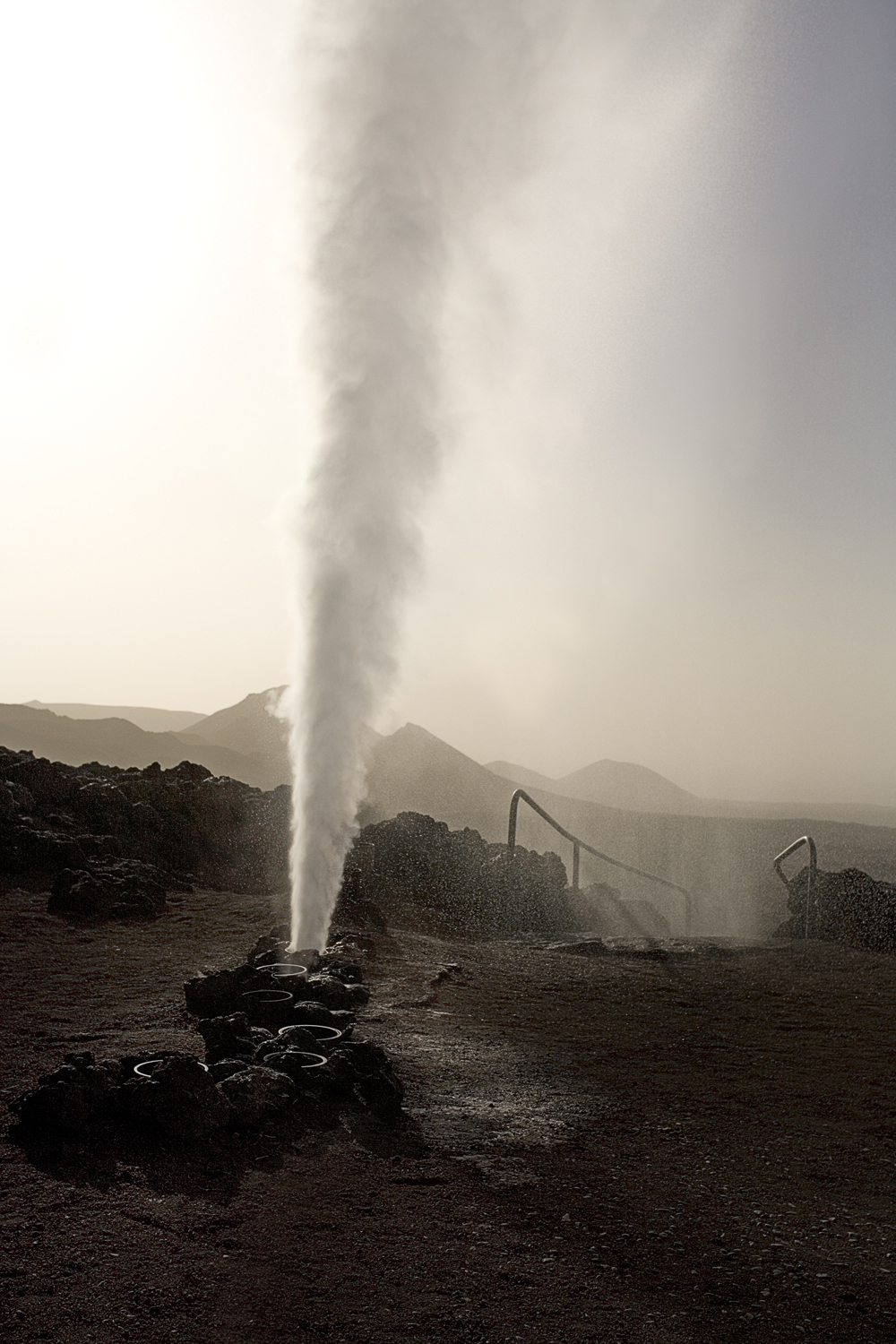
Park Narodowy Timanfaya
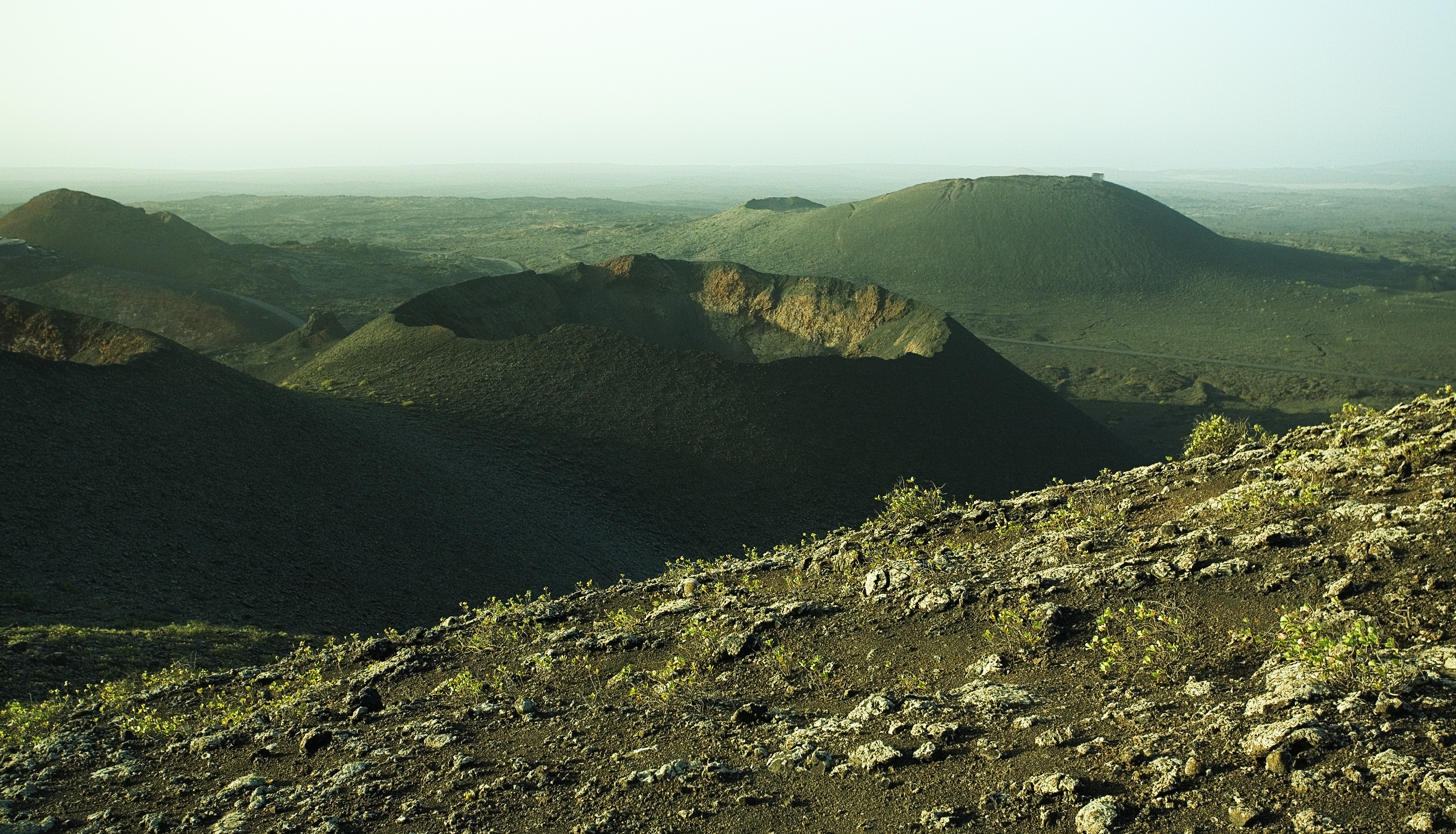
Park Narodowy Timanfaya
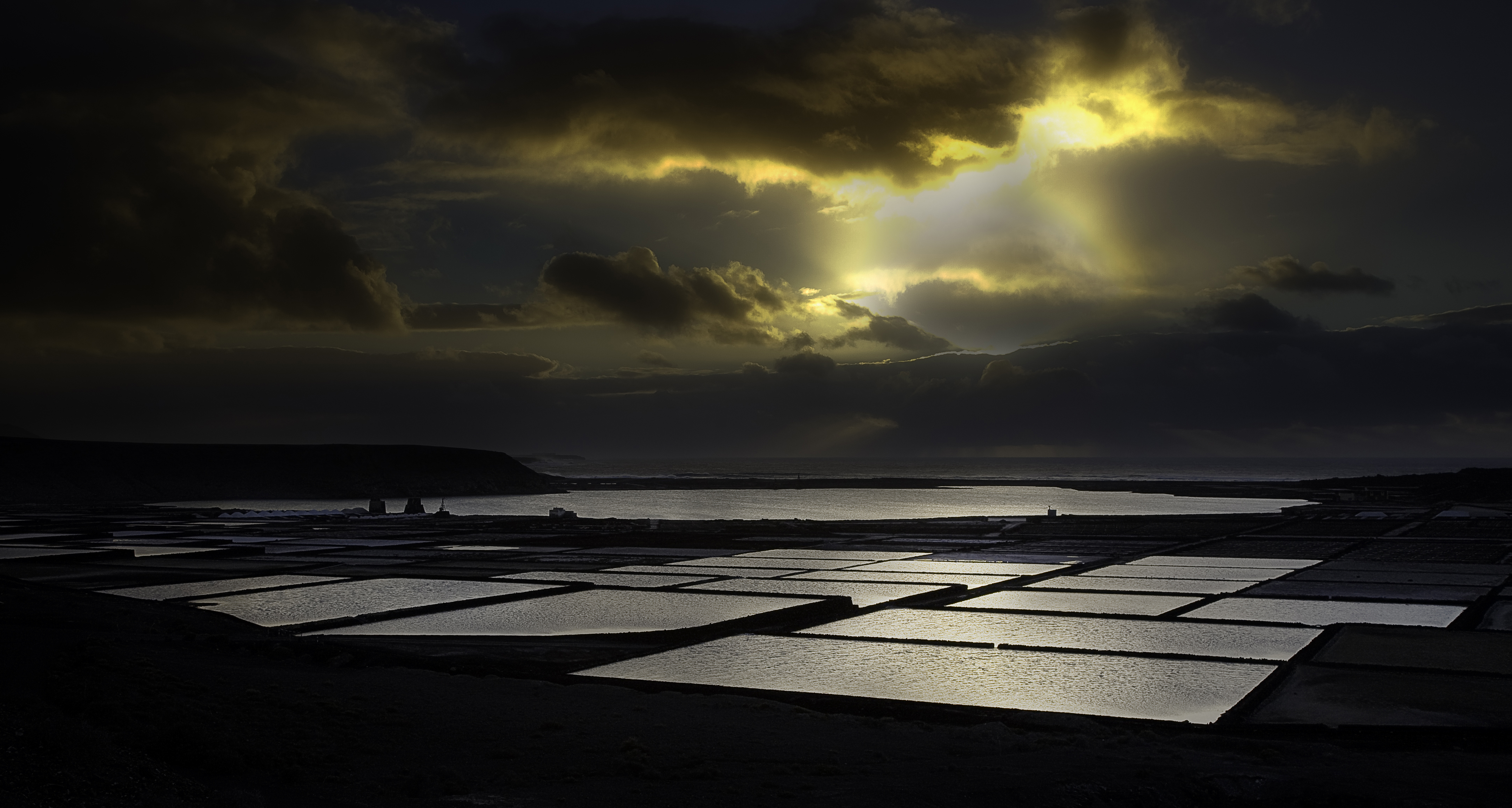
Salinas del Janubio
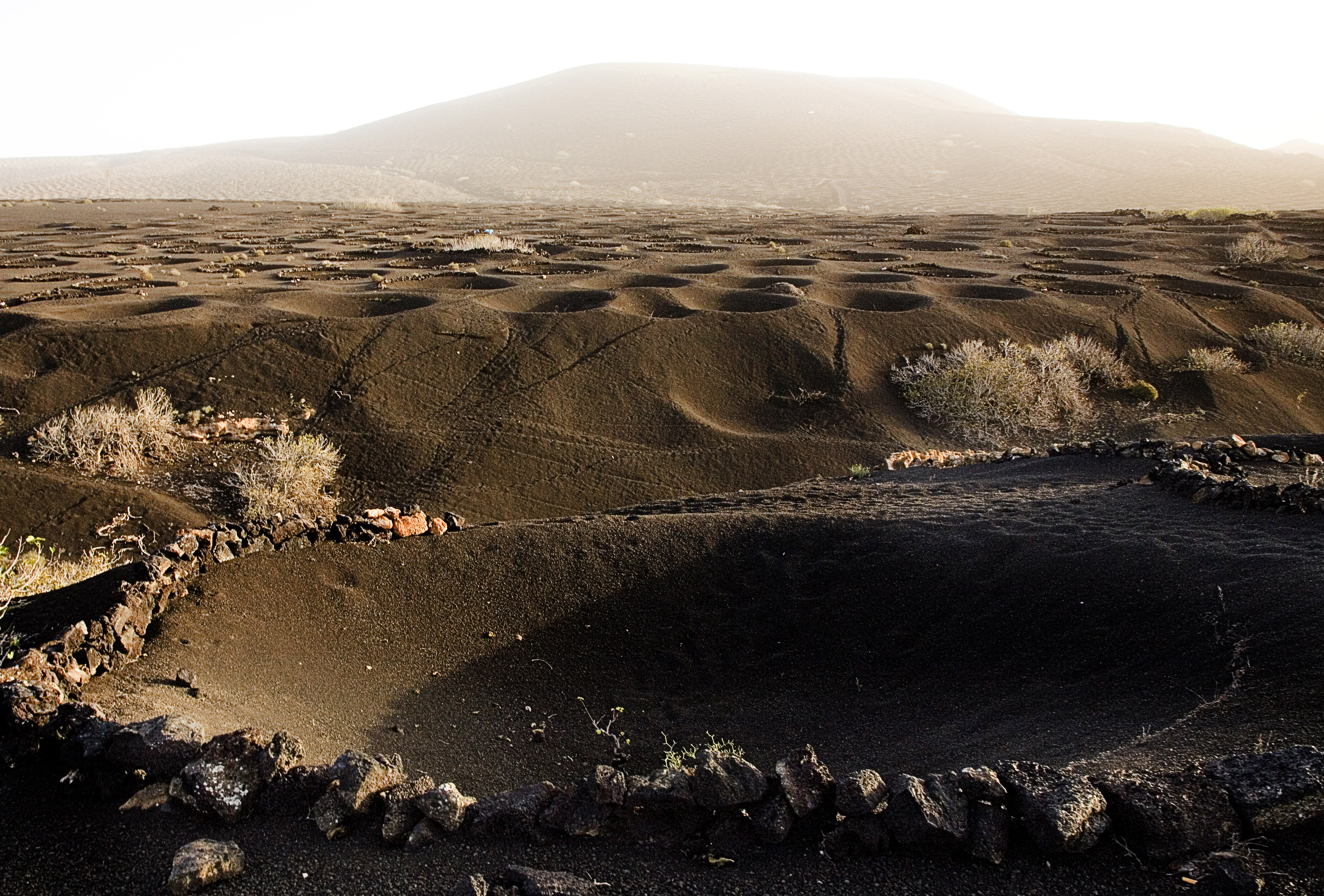
La Geria
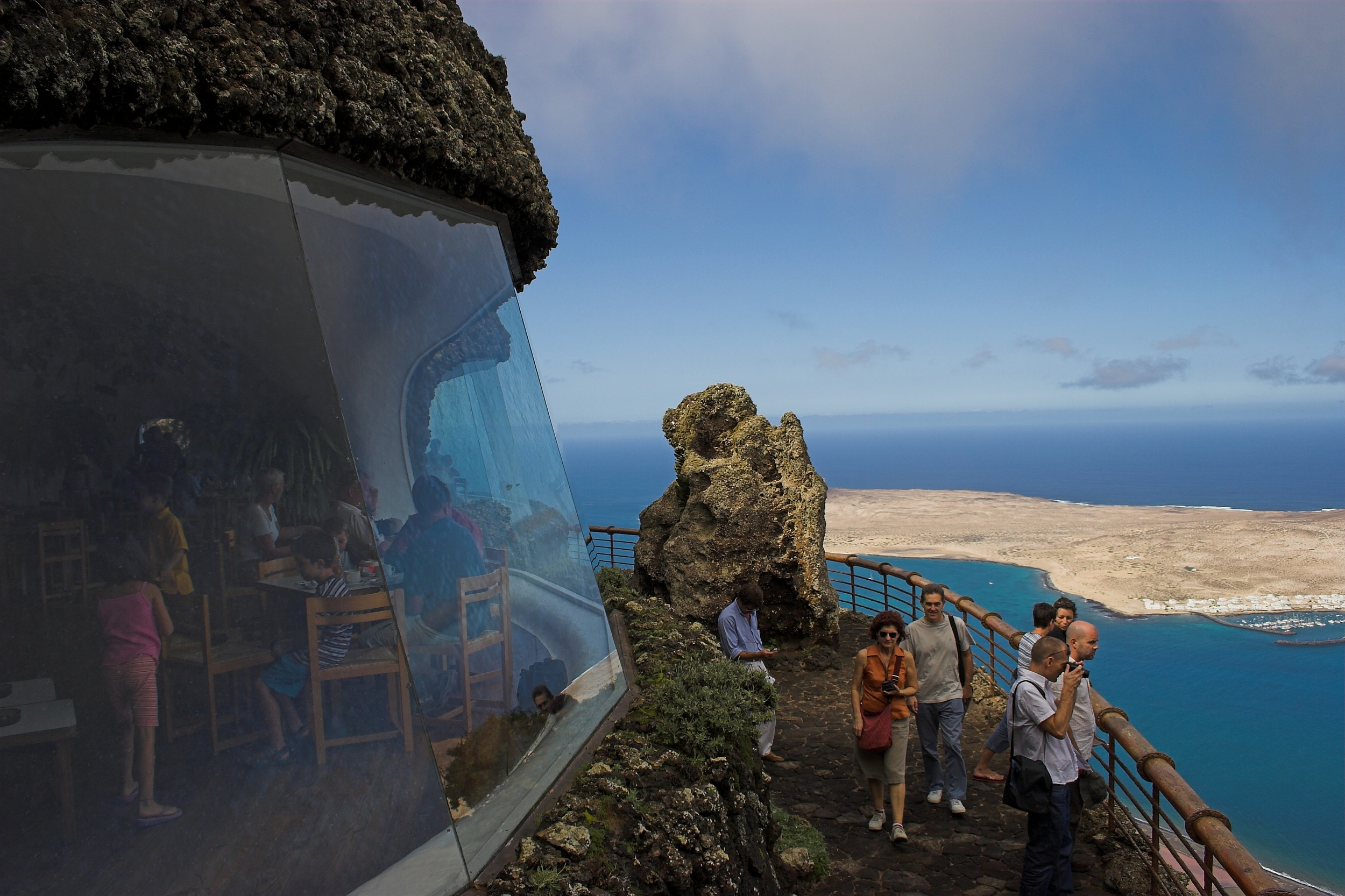
Mirador del Río z La Graciosa w tle
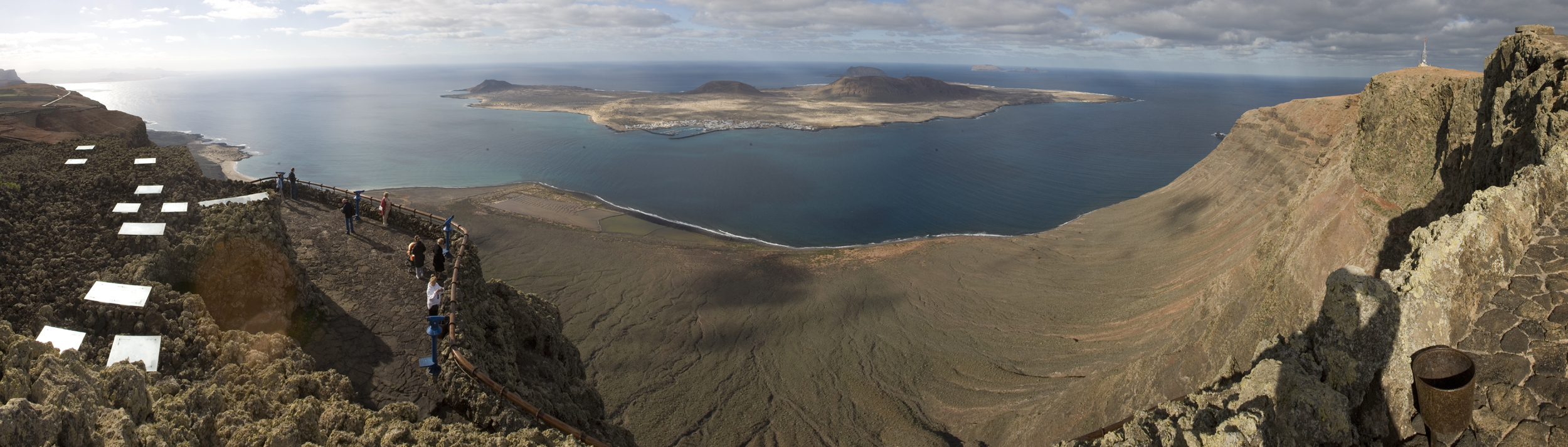
La Graciosa / Mirador Del Rio
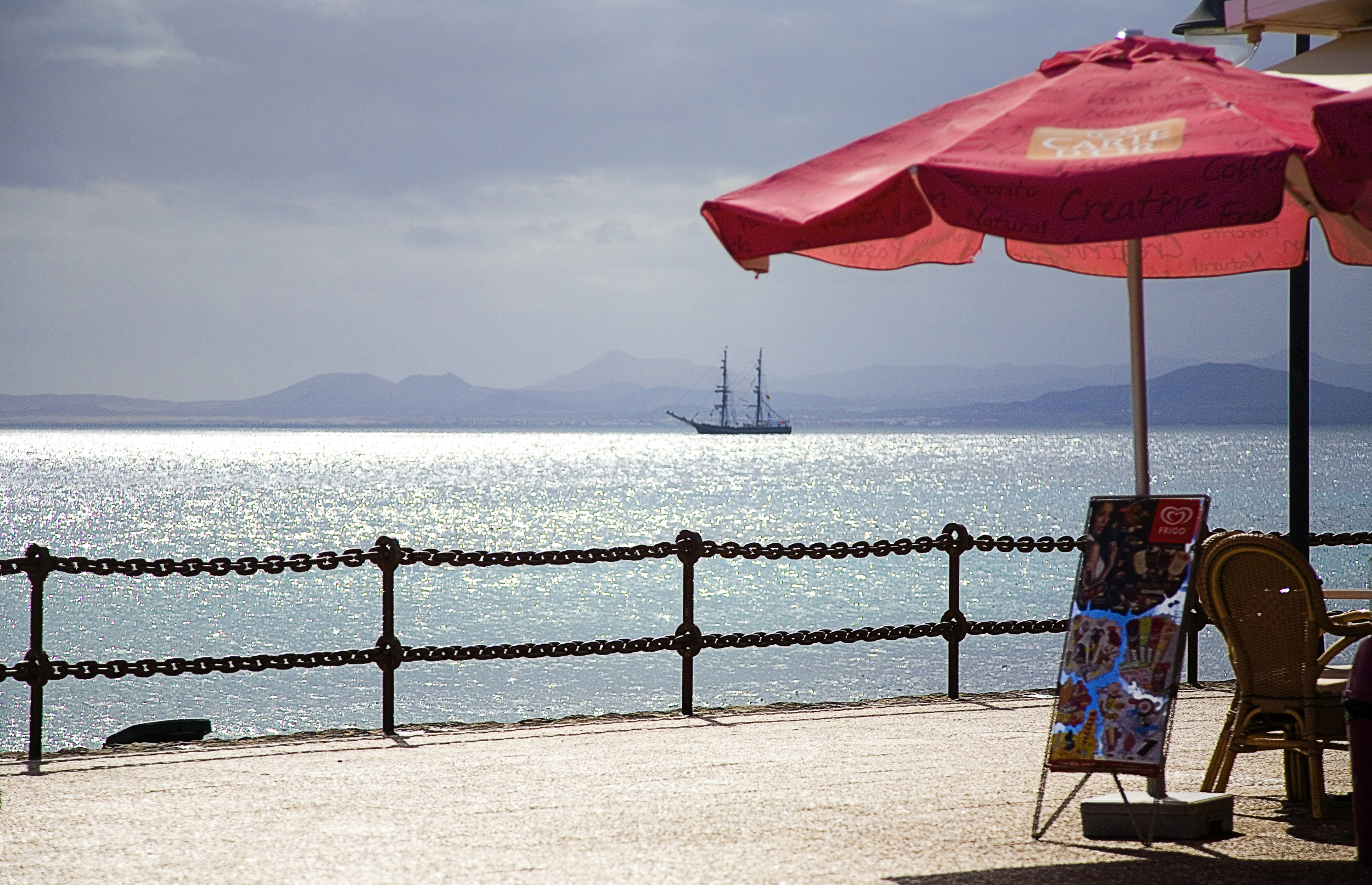
Playa Blanca
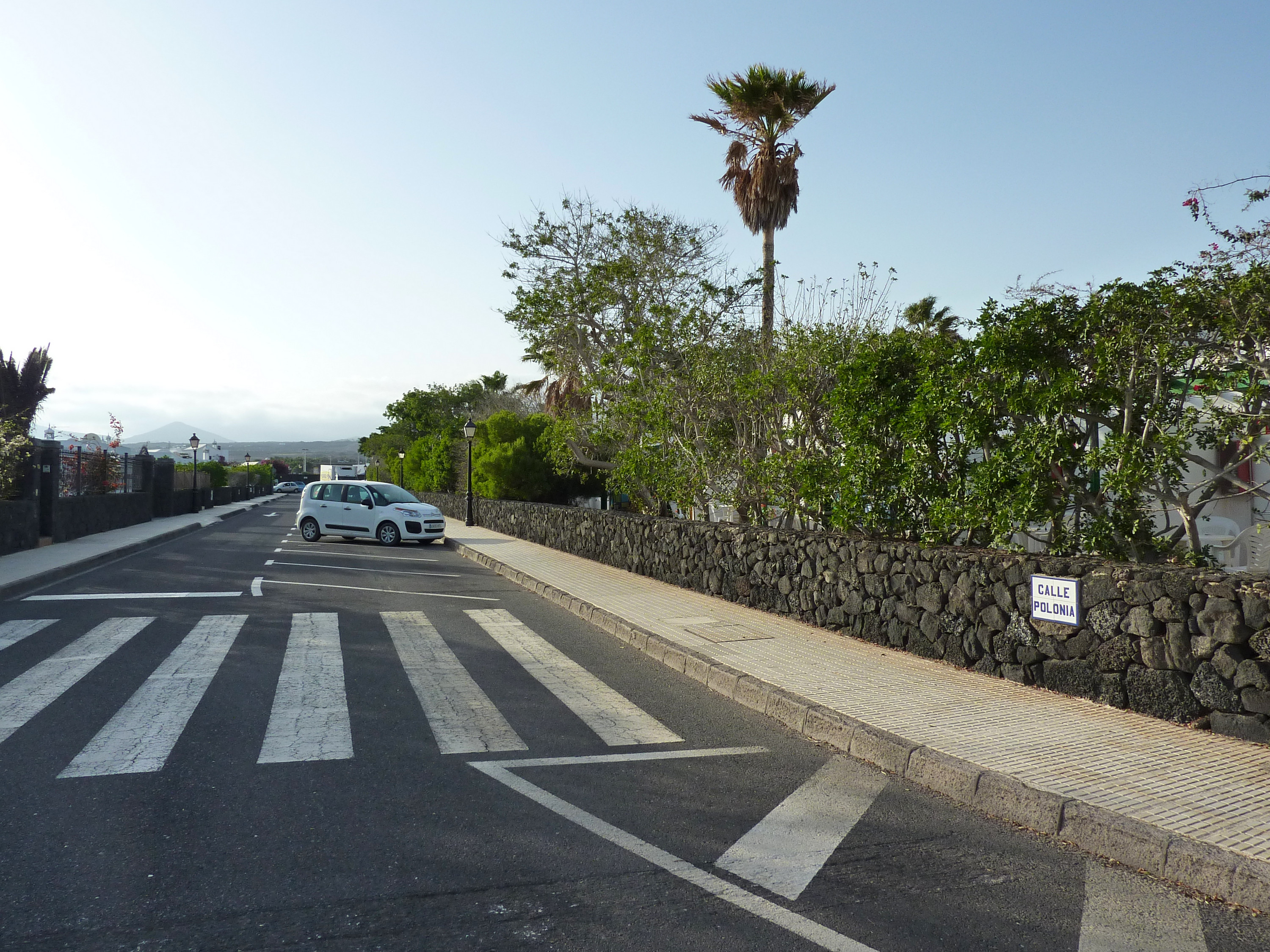
Puerto del Carmen – ulica Polska